# Polyalthia papuana
Polyalthia papuana este o specie de plante din genul Polyalthia, familia Annonaceae, descrisă de Rudolph Herman Scheffer. Conform Catalogue of Life specia Polyalthia papuana nu are subspecii cunoscute.